# Saure Matten
Das Naturschutzgebiet Saure Matten liegt auf dem Gebiet der baden-württembergischen Stadt Ettenheim.

## Kenndaten
Das Gebiet wurde mit Verordnung des Regierungspräsidiums Freiburg vom 22. September 1995 als Naturschutzgebiet ausgewiesen und hat eine Größe von 18,5 Hektar. Es wird unter der Schutzgebietsnummer 3.214 geführt. Der CDDA-Code für das Naturschutzgebiet lautet 165342 und entspricht der WDPA-ID. 

## Lage
Das Schutzgebiet liegt im Seltenbachtal westlich des Ettenheimer Stadtteils Wallburg. Es liegt im Naturraum 211-Lahr-Emmendinger Vorberge innerhalb der naturräumlichen Haupteinheit 21-Mittleres Oberrheintiefland.
Im Norden und Süden grenzt das NSG an den Naturpark Schwarzwald Mitte/Nord. Ein kleiner Teil liegt außerdem im FFH-Gebiet Nr. 7713-341 Schwarzwald-Westrand von Herbolzheim bis Hohberg.

## Schutzzweck
Schutzzweck ist die Erhaltung eines Abschnitts des Seltenbachtals mit großer, ökologisch bedeutsamer Strukturvielfalt, insbesondere mit Feuchtbereichen, Wiesen, Streuobstbeständen und trockenen Hanglagen, als Lebensraum von seltenen und zum Teil hochgradig gefährdeten Tier- und Pflanzenarten.